# Heligmomerus
Heligmomerus is een geslacht van spinnen uit de  familie van de Idiopidae (Valdeurspinnen).

## Soorten
- Heligmomerus astutus (Hewitt, 1915)
- Heligmomerus barkudensis (Gravely, 1921)
- Heligmomerus biharicus (Gravely, 1915)
- Heligmomerus caffer Purcell, 1903
- Heligmomerus carsoni Pocock, 1897
- Heligmomerus deserti Pocock, 1901
- Heligmomerus garoensis (Tikader, 1977)
- Heligmomerus jagadishchandra Das, Pratihar, Khatun & Diksha, 2022
- Heligmomerus jeanneli Berland, 1914
- Heligmomerus maximus Sanap & Mirza, 2015
- Heligmomerus prostans Simon, 1892
- Heligmomerus somalicus Pocock, 1896
- Heligmomerus taprobanicus Simon, 1892
- Heligmomerus wii Siliwal, Hippargi, Yadav & Kumar, 202